# Stalkerware
El Stalkerware, también conocido como spouseware o virus del acosador, es un tipo de spyware, principalmente orientado a dispositivos móviles inteligentes, que tiene como objetivo obtener y mandar a un servidor controlado por los ciberdelincuentes, todo tipo de datos e información de la víctima, su actividad por Internet y controlar todos sus movimientos. En general, está diseñado para dispositivos móviles por su gran capacidad para poder monitorizar la vida de una persona. Sin embargo, cualquier dispositivo que pueda ejecutar software personalizado puede sufrir teóricamente un stalkerware. Por ejemplo, los PC de los empleados pueden tenerlo instalado para verificar cómo usan su tiempo de trabajo. Por otro lado, hay aplicaciones de stalkerware que tienen versión para PC y otra para dispositivo móvil para así realizar un espionaje personal más completo.
Cada aplicación tiene sus características, pero algunas de las actividades que pueden realizar son: el registro de llamadas, mensajes de texto, fotos, ubicaciones de GPS, el historial del navegador, conversaciones en aplicaciones de mensajería instantánea, aplicaciones instaladas, archivos guardados en el dispositivo, lista de contactos, grabación de todo los que es tecleado en el dispositivo, grabación de llamadas telefónicas, activación de cámara/s y/o el micrófono..
Muchas de estas aplicaciones contienen vulnerabilidades que exponen la privacidad y seguridad de quienes son espiados y también de quienes espían. Por ejemplo, podrían usarse esos agujeros para incriminar a la víctima o ejecutar código de manera remota en el teléfono de la víctima.

## Impacto
Más de 1,000 aplicaciones diferentes se pueden clasificar como stalkerware. Google y Apple han eliminado de las tiendas oficiales de muchos de estos tipos de aplicaciones, pero no han desaparecido por completo.
La plataforma iOS está mucho más controlada, lo que dificulta que las personas instalen sus propias aplicaciones. Android tiene menos limitaciones y es más abierto lo que favorece la introducción de stalkware. En 2019, se identificó que el stalkerware para Android aumentó casi cinco veces con respecto a 2018, y este crecimiento en 2020 fue de 48% en comparación con 2019.

## Uso
Normalmente, el stalkerware no es instalado indiscriminadamente, sino que es un software comercial que se vende a un cliente (acosador) interesado  en una persona concreta y que se encarga de instalárselo en el dispositivo móvil inteligente de esa persona. Su propósito es vigilar todo lo que hace la persona y luego informarlo al cliente real que adquirió el stalkerware.
Por tanto, el mercado principal de stalkerware son las personas que quieren espiar a una persona concreta, como por ejemplo, alguien que desconfía de su pareja, un padre para vigilar a su hijo, un acosador para vigilar a la persona acosada, control de la empresa a sus trabajadores, ...
Este tipo de software también ha sido usado por algunas empresas y gobiernos en espionaje para saber el movimiento de sus rivales, conocer secretos industriales, próximas acciones, planes, etc. En estos casos el objetivo son periodistas, activistas de [Organización no gubernamental|ONG]], empresarios, políticos o figuras religiosas.

## Comercialización
Normalmente este tipo de aplicaciones violan las políticas para las aplicaciones vendidas en las tiendas administradas por Google y Apple, y con frecuencia se retiran de esas tiendas. Por tanto, lo habitual es encontrarlas a la venta en los sitios web de los creadores de aplicaciones. Es habitual que se vendan como servicios de monitorización de niños o empleados, pero están listas para el abuso porque pueden funcionar sin ser detectadas en un dispositivo. Aprovechándose de que es difícil declarar que una tecnología que puede ayudar a los padres a proteger a los niños pequeños es ilegal, los desarrolladores pueden vender el producto como seguridad infantil aunque sepan que se utilizará para el acoso de adultos.
Es habitual la venta de aplicaciones Stalkerware como SaaS (Software as a Service). Una vez instaladas en el dispositivo de la víctima, la aplicación manda los datos a su servidor de command and control. El command and control provee de una interfaz gráfica de usuario para el cliente donde publica los datos y le permite realizar ciertas funciones como habilitar el micrófono o las cámaras.

## Detección
Una vez instalados este tipo de malware intenta permanecer invisible. No aparecerá en la lista de aplicaciones y puede que esté camuflada como uno de los programas que vienen con el sistema operativo.
Las señales más frecuentes de que un dispositivo tiene un stalkerware instalado son:
- Aumento del uso de datos
- Aumento del uso de la batería
- Calentamiento del dispositivo sin razón aparente
- Algunas versiones más recientes del sistema operativo pueden informar al usuario que algunas aplicaciones acceden a la cámara o que el GPS se usa en segundo plano.
- Revisa qué aplicaciones tienen permisos peligrosos como acceso a la geolocalización o Accesibilidad
- Sospechas de que entorno cercano conoce algunos detalles que no les has revelado.
- Utiliza una solución de seguridad que identifique y te advierta sobre el stalkerware. Hay que tener en cuenta que algunos stalkerware notifican a sus operadores si su objetivo instala algún tipo de protección.

El stalkerware generalmente deja poca evidencia forense de su uso. Además, cuando la víctima presiente comportamiento extraño, es habitual hacer un restablecimiento de fábrica, borrando el registro de haber sido acosado cibernéticamente.

## Legalidad
Este tipo de aplicaciones son ilegales en algunos países, legales en otros y en algunos otros se encuentra en una especie de zona gris. Además, hay que tener en cuenta que es ilegal que una solución de seguridad categorice un software distribuido de forma legal como malicioso. La mayoría de los proveedores de antivirus siguen catalogándolo como un no-virus o algo similar, lo que puede resultar confuso para el usuario, que puede percibir este software catalogado como un no-virus como algo no demasiado importante.

## Ejemplos
Algunas de las aplicaciones más famosas de este tipo son:
- Cerberus.[5]
- MSpy.[5]
- TrackView.[5]
- Pegasus.[1] Especialmente avanzado, aprovechaba vulnerabilidades del dispositivo para instalarse.[11] Orientado al uso por gobiernos y cuerpos de seguridad del estado.[11]